# Konstantin Koberidse
Konstantin Jefimowitsch Koberidse (georgisch კონსტანტინე კობერიძე; * 5. Januar 1917 in Sighnaghi, Georgien; † 1964 ebda.) war ein sowjetischer Ringer.

## Werdegang

### Laufbahn als Ringer
Konstantin Koberidse begann als Jugendlicher mit dem Ringen und mit Sambo. Er gehörte zunächst dem Sportclub Dynamo Tiflis an, wechselte aber dann zum Sportclub Dynamo Moskau. Seine Trainer waren Dawit Koberidse, Wachtang Kuchtianidse, Pjotr Denisow und Grigori Pylnow. Im Ringen konzentrierte er sich auf den griechisch-römischen Stil. Als Erwachsener wog er etwas unter 90 kg und startete im Halbschwergewicht.
Seinen ersten großen Erfolg feierte er 1939, als er sowjetischer Allunions-Meister wurde. Bei den Allunions-Meisterschaften waren seinerzeit die besten Ringer der Schwer- bzw. Halbschwergewichtsklasse aus den verschiedenen Unions-Staaten startberechtigt. So gesehen, war dieser Titel noch etwas höher einzuschätzen, als der Titel eines sowjetischen Meisters.
1940 wurde Konstantin Koberidse im Halbschwergewicht erstmals sowjetischer Meister im griechisch-römischen Stil. Diesen Titel gewann er auch noch 1941, 1944 und 1945, jeweils im Halbschwergewicht.
Bei weiteren sowjetischen All-Unionsmeiterschaften belegte er 1940 den 3. Platz, 1943, den 2. Platz und 1944 den 4. Platz.
In den Jahren von 1939 bis 1946, also in den Jahren, in denen Konstantin Koberidse auf der Höhe seines ringerischen Leistungsvermögens war, fand der II. Weltkrieg statt und der internationale Ringerbetrieb war zum Erliegen gekommen. Außerdem war die Sowjetunion damals nicht Mitglied des Ringer-Weltverbandes FILA. Konstantin Koberidse konnte also in diesen Jahren an keinen internationalen Meisterschaften teilnehmen.
1947 fanden in Prag die Europameisterschaften im griechisch-römischen Stil statt. Dort erschien überraschend eine sowjetische Ringermannschaft, der auch Konstantin Koberidse angehörte. Obwohl die Sowjetunion 1947 immer noch nicht Mitglied der FILA war, konnten die sowjetischen Ringer mit einer Sondergenehmigung an diesen Meisterschaften teilnehmen. Konstantin Koberidse siegte in Prag im Halbschwergewicht über Franz Kocnar aus Österreich, Josef Hampl, Tschechoslowakei und Umberto Silvestri, Italien. In seinem vierten Kampf verlor er gegen Karl-Johan Wong aus Schweden nach Punkten. Karl-Johan Wong erreichte mit diesem Punktsieg fünf Fehlpunkte und schied damit aus, während Konstantin Koberidse dank seiner vorhergehenden Schultersiege noch keine fünf Fehlpunkte hatte und deshalb im Wettbewerb verblieb. Es kam damit zu einem Endkampf Koberidse gegen Gyula Kovács aus Ungarn, in dem Konstantin Koberidse siegte und damit Europameister wurde.

### Laufbahn als Sambo-Kämpfer
Im Sambo wurde Konstantin Koberidse 1939 sowjetischer Meister und 1947 sowjetischer Vizemeister.

## Internationale Erfolge
| Jahr | Platz | Wettbewerb | Gewichtsklasse | Ergebnisse |
| 1947 | 1.    | EM in Prag | Halbschwer     | nach Siegen über Franz Kocnar, Österreich, Josef Hampl, Tschechoslowakei und Umberto 'Silvestri, Italien, einer Niederlage gegen Karl-Johan Wong, Schweden und einem Sieg über Gyula Kovács, Ungarn |

## Erfolge bei nationalen Titelkämpfen
| Jahr | Platz | Wettbewerb                    | Gewichtsklasse | Ergebnisse                                                      |
| 1939 | 1.    | Sowj. Allunions-Meisterschaft | Schwer         |                                                                 |
| 1940 | 1.    | Sowj. Meisterschaft           | Halbschwer     | vor Iwan Plassulja und Wladimir Matschkaljan                    |
| 1940 | 3.    | Sowj. Allunions-Meisterschaft | Schwer         | hinter Johannes Kotkas und Aron Honscha                         |
| 1941 | 1.    | Sowj. Meisterschaft           | Halbschwer     | vor Jekimow und Schalwa Tschikladse                             |
| 1943 | 2.    | Sowj. Allunions-Meisterschaft | Schwer         | hinter Johannes Kotkas, vor Alexander Mazur                     |
| 1944 | 1.    | Sowj. Meisterschaft           | Halbschwer     | vor Wladimir Matschkaljan und Michail Strischak                 |
| 1944 | 4.    | Sowj. Allunions-Meisterschaft | Schwer         | hinter Johannes Kotkas, Arsen Mekokischwili und Alexander Mazur |
| 1945 | 1.    | Sowj. Meisterschaft           | Halbschwer     | vor Wladimir Matschkaljan und Grigori Malinko                   |
| 1949 | 3.    | Sowj. Meisterschaft           | Halbschwer     | vor Schalwa Tschikladse und A. Wydrjakow                        |

Erläuterungen
- alle Wettbewerbe im griechisch-römischen Stil
- EM = Europameisterschaft
- Halbschwergewicht, damals bis 87 kg, Schwergewicht über 87 kg Körpergewicht